# Nationalpark Patvinsuo
Der Nationalpark Patvinsuo, originalsprachlich Patvinsuon kansallispuisto (finnisch) und Patvinsuo nationalpark (schwedisch), ist ein in den Gemeinden Ilomantsi und Lieksa in Ostfinnland gelegener Nationalpark, dessen Kern der gleichnamige, im Südosten zwischen den Seen Suomunjärvi und Koitere gelegene Sumpf ist. Der 1982 gegründete Nationalpark dient in erster Linie dem Erhalt und der Erforschung des natürlichen Sumpflebensraumes, umfasst aber auch alte Wälder und Seen mit natürlichen Sandstränden. Mit 105 km² ist Patvinsuo der größte Nationalpark der südlichen Hälfte Finnlands.

## Natur
Die Natur Südfinnlands unterscheidet sich signifikant von der im Norden des Landes. Der Nationalpark Patvinsuo liegt im Übergang zwischen beiden Gebieten und weist charakteristische Merkmale beider auf.

### Moore
Der überwiegende Teil der Fläche des Nationalparks wird von Mooren eingenommen. Diese bestehen teilweise aus den für Südfinnland typischen torfreichen Hochmooren und  teilweise aus den nördlichen, von Moorsträngen durchzogenen Aapamooren.
Die Hochmoore des Patvinsuo sind in der Regel sog. Kermimoore, in welchen die Kermis, also die Torfmoosschilde in schmalen Streifen um sumpfigere Flächen herum verlaufen. Die Vegetation wird von Scheiden-Wollgras, Multbeeren und Moosbeeren beherrscht.
Der zentrale Teil des weitläufigen Patvinsuo besteht aus Aapamooren, welche während der jährlichen Schneeschmelze Nährstoffe aus den umliegenden Waldgebieten erhält und damit eine vielfältigere Vegetation beherbergen kann als die Hochmoorflächen.

### Seen und Flüsse
Das Gebiet des Patvinsuo grenzt im Süden an den See Koitere. Unmittelbar nach der letzten Eiszeit war der Patvinsuo Teil dieses Sees. Durch langsames Heben der vom Eis befreiten Kontinentalmassen hob sich der Patvinsuo und versumpfte. Übrig blieben ein weitgehend sandiger Untergrund und einige von Sandufern umgebene Seen, von denen der größte der Suomunjärvi im Norden des Nationalparks ist.
Das Moor wird auch von mehreren langsam fließenden Flüssen durchquert. Der größte von ihnen ist der Nälmänjoki, welcher aus dem felsigen See Nälmänjärvi nach Süden in den Koitere fließt. In den zahlreichen Nebenbächen leben heute 20 bis 30 Kanadische Biber, deren Vorfahren ein 1945 im Nälmänjoki ausgesetztes Biberpaar waren.

### Wälder
Der Nationalpark umfasst Wälder verschiedenen Alters, einige von ihnen unangetastete Urwälder. Auf der Anhöhe Hietavaara finden sich bis zu 200 Jahre alte Bäume, an deren Narben erkennbar ist, dass sie schon mehrere große Waldbrände überstanden haben. Große Teile der Wälder des Parks sind aber auch junge, ehemalige Wirtschaftswälder.
Die Wälder beherbergen das Wappentier des Parkes, den Braunbären, dessen Spuren man an vielen Stellen finden kann, wenn man dem scheuen und nachtaktiven Tier auch selten in Natur begegnet. Weiterhin sind in den Wäldern des Patvinsuo Wölfe, Luchse und Vielfraße sowie zahlreiche Elche zu Hause. In den Wipfeln der alten Bäume leben die bedrohten Europäischen Gleithörnchen sowie zahlreiche Vogelarten wie der Dreizehenspecht und der Zwergschnäpper.

## Pflege des Nationalparks
Der Nationalpark Patvinsuo untersteht der Verwaltung der staatlichen finnischen Waldbehörde Metsähallitus. Neben der Instandhaltung der Einrichtungen für Besucher des Nationalparks gehört zu den Aufgaben der Behörde auch die Rückführung des unter Schutz gestellten Geländes in den Urzustand bzw. in den für die im Park überlebenden Tier- und Pflanzenarten angemessenen Lebensraum.
Zu diesem Zweck werden die früher angelegten Entwässerungsgräben beseitigt. In den Wäldern wird die Entstehung von morschem Bodenholz beschleunigt, indem einerseits Bäume gefällt werden, andererseits von stehengelassenen Bäumen die Rinde rundum abgehobelt wird, damit sie in aufrechter Position absterben.
Zum natürlichen Kreislauf des Waldes gehören auch regelmäßige Waldbrände. Im Nationalpark Patvinsuo werden sie seit 1989 kontrolliert angelegt, um u. a. die auf abgebrannten Wald spezialisierten Arten, unter ihnen zahlreiche in Finnland bedrängte oder bereits verschwundene Käfer, zu erhalten bzw. ihre erneute Ansiedlung zu fördern. Kleinere Waldabschnitte werden abgebrannt und somit der Effekt von durch Blitzeinschlag verursachten natürlichen Waldbränden simuliert.

## Besucher
Besucher des Nationalparks dürfen sich in diesem grundsätzlich frei bewegen. Ausnahmen sind bestimmte Schutzzonen, in welchen die ausgewiesenen Pfade zur Vogelbrutzeit nicht verlassen werden dürfen, sowie das Forschungsgebiet Hietajärvi, in welchem diese Beschränkung ganzjährig gilt, abgesehen von der Erntezeit der Multbeere Ende Juli.
Im Nationalpark sind etwa 80 Kilometer Wanderwege ausgewiesen. Diese sind auch in den Moorgebieten durch gut gepflegte Stegpfade leicht begehbar. Zelten ist nur an den sieben gesonderten Zeltplätzen erlaubt. Diese verfügen über Trockentoiletten und Feuerstellen, an denen mit dem vor Ort von der Parkverwaltung zur Verfügung gestellten Holz ein Lagerfeuer gemacht werden darf, wenn nicht gerade Waldbrandgefahr herrscht.
Zu den weiteren erlaubten Aktivitäten gehören Schwimmen, Rudern, Angeln – allerdings nur mit kostenpflichtiger Angelerlaubnis – sowie das Sammeln von Beeren und Pilzen.

## Forschung
Im Norden des Nationalparks ist das Gebiet des Sees Hietajärvi als eines von vier finnischen Forschungsgebieten im Rahmen des Internationalen Kooperativprogramms zur integrierten Überwachung der Wirkung von Luftschadstoffen auf Ökosysteme unter Federführung der Wirtschaftskommission für Europa der Vereinten Nationen. Es ist eines von zwei finnischen Gebieten, die unter Intensivbeobachtung stehen.

## Geschichte
Das Gebiet um den heutigen Nationalpark Patvinsuo wurde schon vor Jahrhunderten als Jagdgebiet genutzt. Die Gegend um den Suomunjärvi wurde im 17. Jahrhundert besiedelt. Landwirtschaft im eigentlichen Sinn konnte in dem Sumpfgebiet kaum betrieben werden, die Bewohner ernteten in erster Linie Sumpfwiesengras zur Verwendung als Heu. Nur in geringem Umfang wurde im Laufe der Zeit auf den Anhöhen Ackerland durch Brandrodung gewonnen.
Während des Zweiten Weltkrieges wurde der Patvinsuo intensiv zur Erzeugung von Holzkohle benutzt, um den kriegsbedingt eintretenden Brennstoffmangel aufzufangen. Als Rohstoff dienten die im Moorgebiet zahlreich vorhandenen trockenen, im Stehen abgestorbenen Bäume. Im Gebiet hielten sich während des Krieges auch zahlreiche finnische Partisanen auf.